# Leif Nordgren
Leif Nordgren (ur. 18 maja 1989 w Colorado Springs) – amerykański biathlonista. Pierwszy sukces w karierze osiągnął w 2008 roku, kiedy podczas mistrzostw świata juniorów w Ruhpolding zdobył brązowy medal w biegu pościgowym. W Pucharze Świata zadebiutował 18 grudnia 2008 roku w Hochfilzen, gdzie zajął 79. miejsce w biegu indywidualnym. Pierwsze punkty zdobył 2 grudnia 2010 roku w Östersund, zajmując 35. miejsce w tej samej konkurencji. Najlepsze wyniki osiągnął w sezonie 2014/2015, kiedy zajął 40. miejsce w klasyfikacji generalnej. W 2011 roku wystartował na mistrzostwach świata w Chanty-Mansyjsku, zajmując 21. miejsce w biegu indywidualnym, 28. w sprincie, 36. w biegu pościgowym, 17. w biegu masowym, szóste w sztafecie i trzynaste w sztafecie mieszanej. Zajął też między innymi szesnaste miejsce w biegu indywidualnym podczas mistrzostw świata w Östersund w 2019 roku. W 2014 roku wystąpił na igrzyskach olimpijskich w Soczi, gdzie jego najlepszym indywidualnym wynikiem było 44. miejsce w sprincie, a w sztafecie zajął szesnaste miejsce. Brał też udział w igrzyskach olimpijskich w Pjongczangu cztery lata później, plasując się na 66. pozycji w biegu indywidualnym, 58. w sprincie, 50. w biegu pościgowym i szóstej w sztafecie.
Po sezonie 2021/2022 zakończył sportową karierę.

## Osiągnięcia

### Zimowe igrzyska olimpijskie
| Rok  | Miejscowość | Konkurencje | Konkurencje | Konkurencje | Konkurencje | Konkurencje | Konkurencje | Konkurencje |
| Rok  | Miejscowość | IN          | SP          | PU          | MS          | RL          | MR          | SR          |
| ---- | ----------- | ----------- | ----------- | ----------- | ----------- | ----------- | ----------- | ----------- |
| 2014 | Soczi       | 82.         | 44.         | 53.         | –           | 16.         | –           | nd.         |
| 2018 | Pjongczang  | 66.         | 58.         | 50.         | –           | 6.          | –           | nd.         |
| 2022 | Pekin       | 87.         | 83.         | –           | –           | 13.         | –           | nd.         |

### Mistrzostwa świata
| Rok  | Miejscowość          | Konkurencje | Konkurencje | Konkurencje | Konkurencje | Konkurencje | Konkurencje | Konkurencje |
| Rok  | Miejscowość          | IN          | SP          | PU          | MS          | RL          | MR          | SR          |
| ---- | -------------------- | ----------- | ----------- | ----------- | ----------- | ----------- | ----------- | ----------- |
| 2011 | Chanty-Mansyjsk      | 21.         | 28.         | 36.         | 17.         | 6.          | 13.         | nd.         |
| 2012 | Ruhpolding           | 81.         | –           | –           | –           | 10.         | –           | nd.         |
| 2013 | Nové Město na Moravě | 22.         | 52.         | 43.         | –           | 12.         | 8.          | nd.         |
| 2015 | Kontiolahti          | 33.         | 45.         | 51.         | –           | 14.         | 8.          | nd.         |
| 2016 | Oslo                 | 27.         | 18.         | 52.         | DNF         | 8.          | –           | nd.         |
| 2017 | Hochfilzen           | 23.         | 26.         | 49.         | –           | 7.          | –           | nd.         |
| 2019 | Östersund            | 16.         | 34.         | 44.         | 30.         | 19.         | 19.         | –           |
| 2020 | Anterselva           | 8.          | 88.         | –           | –           | 8.          | 13.         | –           |
| 2021 | Pokljuka             | 32.         | 46.         | 33.         | –           | 15.         | –           | –           |

### Mistrzostwa świata juniorów
| Rok  | Miejscowość | Konkurencje | Konkurencje | Konkurencje | Konkurencje | Konkurencje | Konkurencje | Konkurencje |
| Rok  | Miejscowość | IN          | SP          | PU          | MS          | RL          | MR          | SR          |
| ---- | ----------- | ----------- | ----------- | ----------- | ----------- | ----------- | ----------- | ----------- |
| 2007 | Martell     | 54.         | 55.         | 54.         | nd.         | 12.         | nd.         | nd.         |
| 2008 | Ruhpolding  | 10.         | 6.          | 3.          | nd.         | 9.          | nd.         | nd.         |
| 2009 | Canmore     | 29.         | 23.         | 29.         | nd.         | –           | nd.         | nd.         |
| 2010 | Torsby      | 11.         | 6.          | 5.          | nd.         | –           | nd.         | nd.         |

### Puchar Świata

#### Miejsca w klasyfikacji generalnej
| Sezon     | Miejsce |
| --------- | ------- |
| 2008/2009 | –       |
| 2009/2010 | -       |
| 2010/2011 | 62.     |
| 2011/2012 | 97.     |
| 2012/2013 | 72.     |
| 2013/2014 | 72.     |
| 2014/2015 | 40.     |
| 2015/2016 | 57.     |
| 2016/2017 | 57.     |
| 2017/2018 | 71.     |
| 2018/2019 | 57.     |
| 2019/2020 | 55.     |
| 2020/2021 | 60.     |
| 2021/2022 | 102.    |

#### Miejsca na podium chronologicznie
Nordgren nigdy nie stanął na podium zawodów PŚ.